# Будівництво 880 і ВТТ
Будівництво 880 і ВТТ (рос. СТРОИТЕЛЬСТВО 880 И ИТЛ, Саровский ИТЛ) — підрозділ, що діяв в системі виправно-трудових установ СРСР.
Час існування: організований 04.05.46 ; закритий між 17.03.49 і 15.04.49 (перейменований в БУДІВНИЦТВО 505 і ВТТ).

## Підпорядкування і дислокація
- ГУЛПС (Головне Управління таборів промислового будівництва)

Дислокація: Мордовська АРСР, сел. Саров (на 1991 — Горьковська обл.);

Горьковська область, сел. Шатки.

## Виконувані роботи
- обслуговування Будівництва 880,
- будівництво КБ-11, житла.

КБ-11 було організовано для створення атомної бомби.
В 1946 році все Головне управління таборів промислового будівництва МВС (ГУЛПС) було передано для вирішення завдань Першого головного управління Радміну СРСР, який відав атомним проектом.

## Чисельність ув'язнених
- 1.6.1946 — 2884,
- 1.1.1947 — 9593,
- 1.1.1948 — 10 296,
- 1.1.1949 — 2586.